# 120 років Харківському зоопарку (монета)
«120 ро́ків Ха́рківському зоопа́рку» — ювілейна монета номіналом 2 гривні, випущена Національним банком України, присвячена одному з найстаріших зоопарків Європи, який виконує культурно-просвітницьку функцію та є візитною карткою міста Харкова. Зоопарк розташований у центрі міста, займає площу 22 гектари та налічує близько 400 видів риб, земноводних, плазунів, птахів і ссавців. Серед них є 145 рідкісних та зникаючих видів тварин, занесених до Міжнародної Червоної книги та Червоної книги України. Харківський зоопарк першим в Україні 1925 року придбав до своєї колекції представника одного з найбільших тварин світу — слона.
Монету введено в обіг 15 квітня 2015 року. Вона належить до серії «Інші монети».

## Опис монети та характеристики
| Номінал грн. | Метал      | Маса, г | Діаметр, мм | Якість виготовлення       | Гурт     | Тираж, штук |
| ------------ | ---------- | ------- | ----------- | ------------------------- | -------- | ----------- |
| 2            | нейзильбер | 12,8    | 31,0        | спеціальний анциркулейтед | рифлений | 35 000      |

### Аверс
На аверсі монети розміщено: угорі малий Державний Герб України та напис півколом «УКРАЇНА», стилізовану композицію: зображено тварин зоопарку, які зустрічають маленьких відвідувачів біля входу; унизу — рік карбування монети «2015», номінал «2 ГРИВНІ», логотип Монетного двору Національного банку України (праворуч).

### Реверс
На реверсі монети розміщено: у центрі на тлі стилізованого зображення міста Харкова — слона, який тримає хоботом квітку, та написи: «ХАРКІВСЬКИЙ ЗООПАРК» (угорі півколом), «120/років» (унизу).

Частину монет із загального тиражу було випущено у буклетах
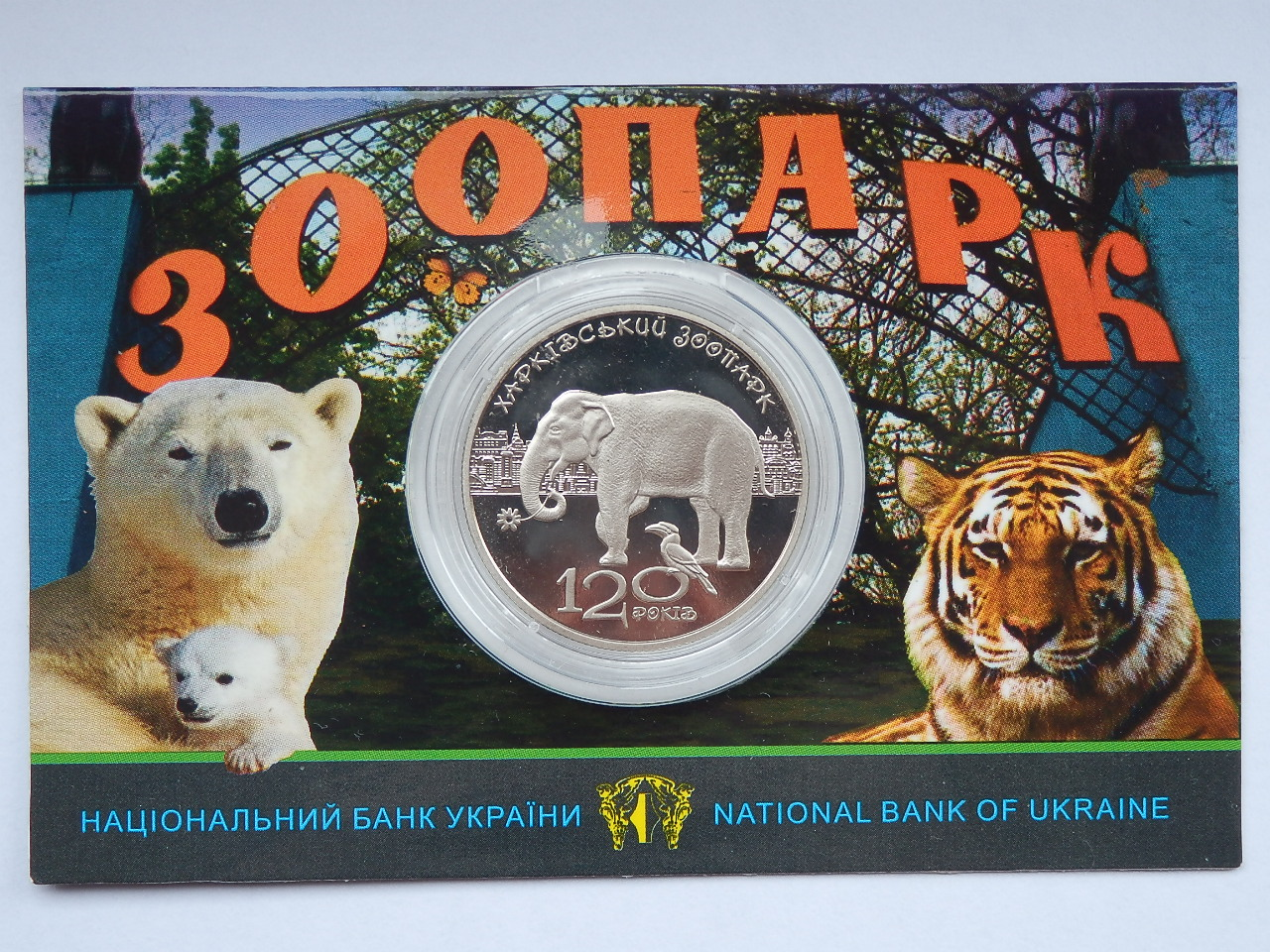
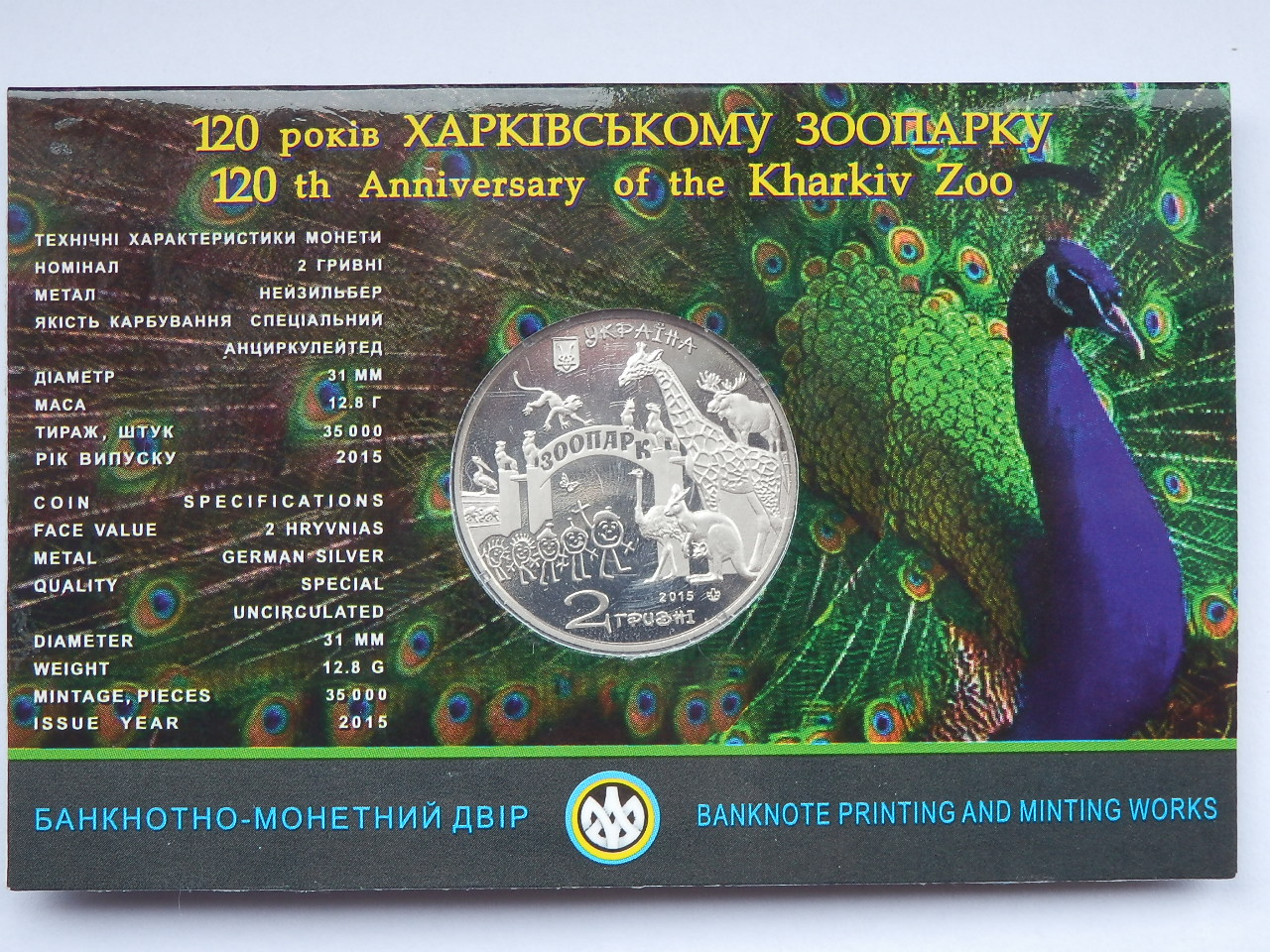

## Автори

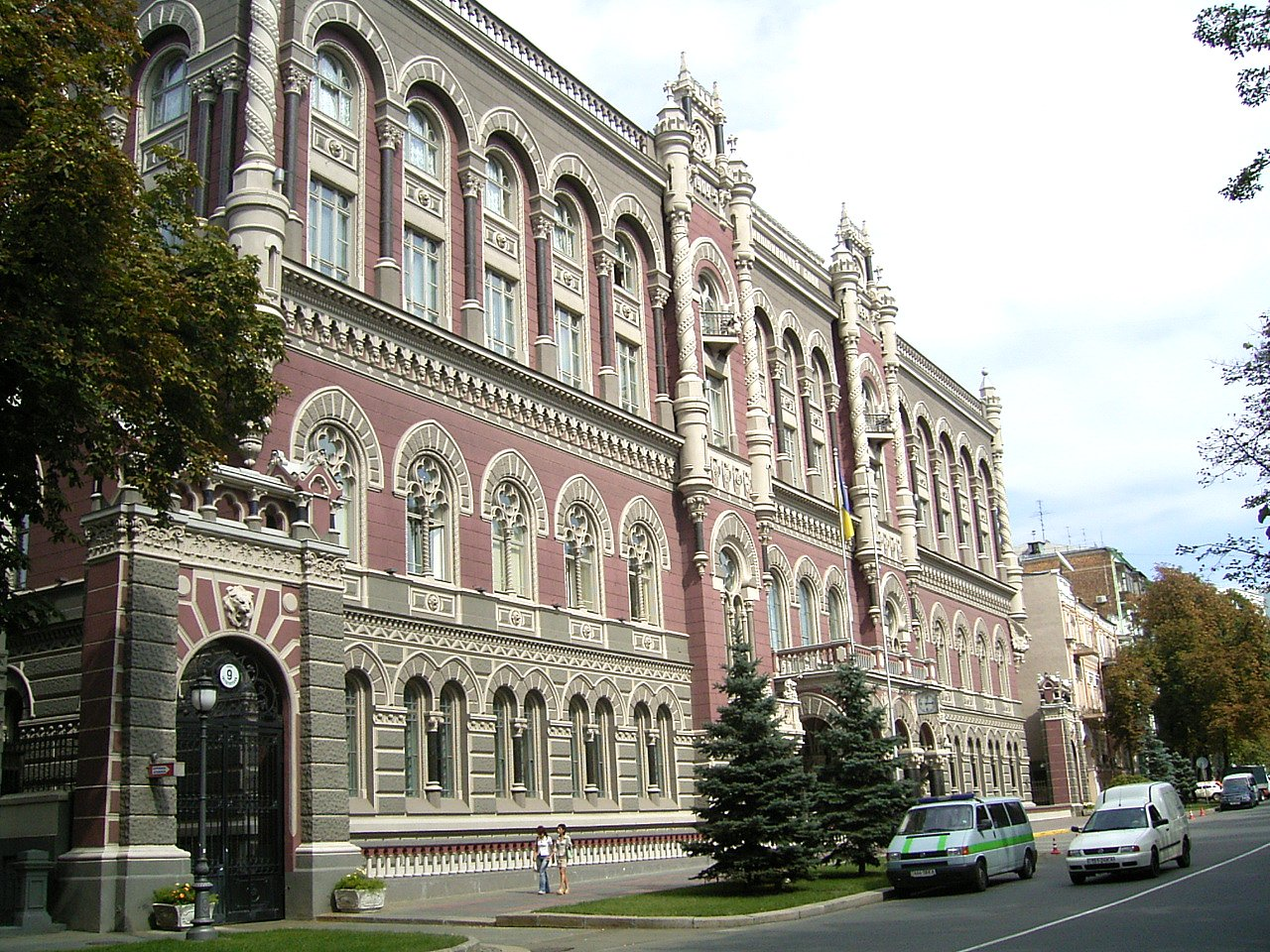
Будівля Національного банку України

- Художник — Дем'яненко Володимир.
- Скульптор — Дем'яненко Володимир.

## Вартість монети
Під час введення монети до обігу в 2015 році, Національний банк України реалізовував монету через свої філії за ціною 22 гривні.
Фактична приблизна вартість монети, з роками змінювалася так:
| Рік        | 2015 | 2016 | 2017 | 2018 | 2019 | 2020 | 2021 | 2022 | 2023 | 2024 | 2025 |
| ---------- | ---- | ---- | ---- | ---- | ---- | ---- | ---- | ---- | ---- | ---- | ---- |
| Ціна, грн. | 45   | 55   | 65   | 90   | 100  | 130  | 180  | 280  | 480  | 560  | 560  |